# Louis Auguste de Rohan-Chabot
Louis Auguste de Rohan-Chabot (* 10. August 1722; † 16. Oktober 1753) aus der Familie Rohan-Chabot war ein französischer Adliger und Militär.
Er war Vicomte de Rohan (1743), Comte de Jarnac (1751), Vicomte de Chabot (1751), Marquis de Vervins (1752), Baron de Montesquiou, Châtelain de Voulpaix.

## Leben
Louis Auguste ist der jüngste Sohn von Louis II. Bretagne Alain de Rohan-Chabot, 3. Duc de Rohan (1679–1738), und Françoise de Roquelaure (1682/83–1741). Seine älteren Brüder sind Louis Marie Bretagne, 4. Duc de Rohan (1710–1791), und Louis François, genannt Vicomte de Rohan (wohl 1712–1743).
Als jüngster Sohn war er für den geistlichen Stand bestimmt und wurde Kanoniker in Straßburg. 1743 trat er zurück, nachdem sein Bruder Louis François am 29. Januar gestorben war, und nannte sich fortan Vicomte de Rohan; im gleichen Jahr trat er bei den Musketieren ein und kämpfte im Rahmen des Österreichischen Erbfolgekriegs in der Schlacht bei Dettingen (27. Juni). Am 1. Mai 1744 wurde er Mestre de camp réformé à la suite des Régiment de Noailles; am 8. Juni wurde er Mestre de camp des Régiment de Rohan cavalerie.
Er führte das Regiment bei den Belagerungen von Menen, Ypern, Veurne und Kortrijk, kämpfte in der Schlacht bei Fontenoy (11. Mai 1745) und bei den Belagerungen von Tournai (Mai/Juni), Oudenaarde, Dendermonde und Ath (September/Oktober). Er diente mit diesem Korps bei der Belagerung von Brüssel und in der Schlacht bei Roucourt (11. Oktober 1746). Am 19. Oktober 1746 wurde er zum Brigadier befördert. 1747 diente er an den Küsten der Normandie. 1748 wurde er bei der Belagerung von Maastricht (April/Mai) eingesetzt. Am 10. Mai 1748 wurde er zum Maréchal de camp mit Wirkung zum Januar 1749 befördert und gab daraufhin sein Regiment ab.
Am 15. September 1746 wurde er verpflichtet, Namen und Wappen Rohan-Chabot zu tragen, am 27. Mai 1751 wurde ihm nun erlaubt, sich auf Namen und Wappen Chabot zu beschränken, er nahm darauf den Titel Vicomte de Chabot an.
Er schied aus dem aktiven Dienst aus, heiratete am 1. Februar 1752 Marie Jeanne Olympe de Bonnevie (* 1736), Dame de Vervins et de La Ville, Tochter von Jean Charles de Bonnevie, Marquis de Vervins, und Marie Moreau, starb aber bereits im Jahr darauf, am 16. Oktober 1753, an den Pocken. Die Ehe blieb ohne Nachkommen.
Seine Witwe heiratete in zweiter Ehe am 21. April 1755 Marie François Henri de Franquetot (1737–1821), den späteren (1787) Duc de Coigny, Pair de France und (1816) Marschall von Frankreich. Marie Jeanne Olympe de Bonnevie starb am 17. September 1757.